# Dicranomyia (Dicranomyia) rectistyla
Dicranomyia (Dicranomyia) rectistyla is een tweevleugelige uit de familie steltmuggen (Limoniidae). De soort komt voor in het Oriëntaals gebied.